# Wissem Ben Yahia
Wissem Ben Yahia (* 9. September 1984 in Paris) ist ein tunesischer Fußballspieler, der für Club Africain Tunis spielt.

## Karriere

### Vereinskarriere
Wissem Ben Yahia kam in der französischen Hauptstadt Paris auf die Welt und zog bereits in Kindesalter nach Tunesien. Hier begann er in der Jugend von Club Africain Tunis mit dem Vereinsfußball. 2003 erhielt er einen Profi-Vertrag und war fortan fester Bestandteil seiner Mannschaft. Im Laufe der Jahre wurde er mehrmals mit deutschen Fußballvereinen wie Hertha BSC und Werder Bremen in Verbindung gebracht, ein Transfer kam aber nicht zustande.
Nach dem Ausbruch der Revolution in Tunesien 2010/2011 äußerte Wissem Ben Yahia den Wunsch, Tunesien verlassen zu wollen. Wegen der unsicheren Situation war der Klub auch nicht abgeneigt, ihn zu geringeren Konditionen gehen zu lassen. So wechselte Ben Yahia zur Saison 2011/12 zum Süper-Lig-Verein Mersin İdman Yurdu.
Zum Sommer 2014 wechselte Yahia zum türkischen Zweitligisten Gaziantep Büyükşehir Belediyespor.
Zur Saison 2015/16 kehrte er zu seinem früheren Verein Club Africain Tunis zurück.

### Nationalmannschaftskarriere
Ben Yahia ist seit 2005 für die tunesische Nationalmannschaft aktiv und nahm mit dieser an der Fußball-Afrikameisterschaft 2012 teil.

## Erfolge
Mit Club Africain
- Tunesischer Meister 2008.
- Tunesischer Pokalsieger 2017 und 2018.
- UNAF Champions Cup 2008 und 2010.

Mit Mersin İdman Yurdu
- Playoff-Sieger der TFF 1. Lig und Aufstieg in die Süper Lig: 2013/14.